# Silnice II/360
Silnice II/360 patří mezi nejdelší silnice II. třídy v České republice. Spojuje města Letohrad, Ústí nad Orlicí, Litomyšl, Polička v Pardubickém kraji a Nové Město na Moravě, Velké Meziříčí, Třebíč a Jaroměřice nad Rokytnou v Kraji Vysočina. Měří 146 km.

## Trasa silnice

### Pardubický kraj

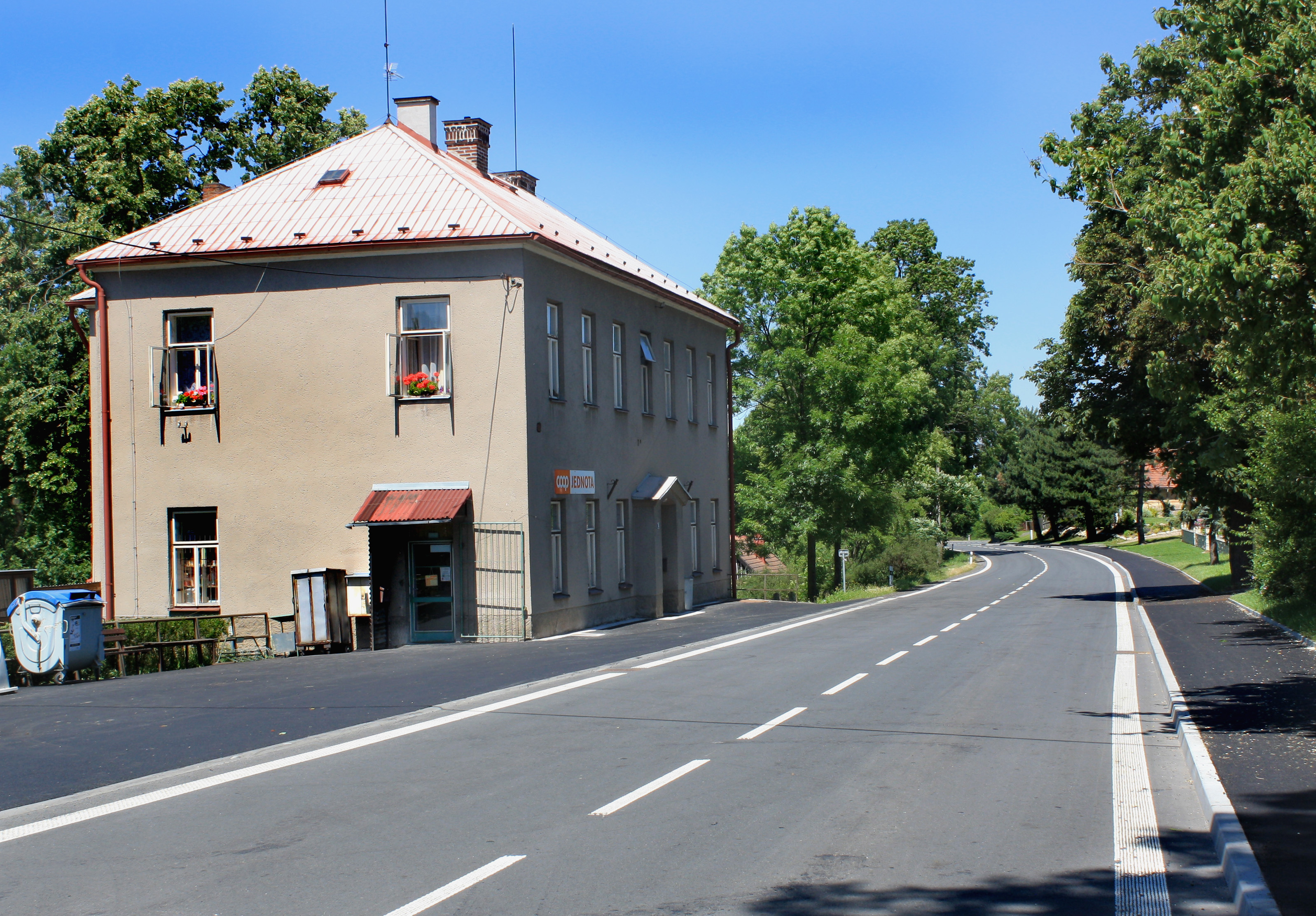
Silnice v Lezníku

Silnice začíná na křižovatce se silnicí I/11 a III/31216 u Letohradu. V Ústí nad Orlicí peážuje cca 1 km se silnicí I/14, podjíždí železniční trať Kolín – Česká Třebová a pokračuje do Litomyšle. V Litomyšli se napojuje se silnicí I/35 a peážuje s ní v délce cca 2 km a dále pokračuje na Poličku. V Poličce se setkává se silnicí I/34, odkud se odpojuje dále na Nové Město na Moravě. Nedaleko obce Korouhev silnice opouští Pardubický kraj.

### Kraj Vysočina
Silnice pokračuje do Nového Města na Moravě, kde se potkává se silnicí I/19 a dále vede na Křižanov, kde se křižuje se silnicí I/37 a podjíždí železniční trať Brno – Havlíčkův Brod. Ve Velkém Meziříčí se setkává s dálnicí D1 a původní silnicí II/602. Silnice dále pokračuje do Třebíče, kde se setkává se silnicí I/23 až do Jaroměřic nad Rokytnou. Tam na křižovatce se silnicí II/152 končí.
Nedaleko Trnavy je na silnici nejhorší díra pro rok 2019 dle serveru Výmoly.cz v rámci Kraje Vysočina.

## Rekonstrukce v 21. století
V roce 2015 došlo k podpisu memoranda v dikci města Třebíče, stanovisko Kraje Vysočina bylo zveřejněno tak, že si přeje rekonstrukce této komunikace. V srpnu 2017 bylo oznámeno, že v případě, že bude schválena dostavba dalšího bloku Jaderné elektrárně Dukovany, tak začne stavba obchvatu města Třebíče, kdy ta by měla být dokončena nejpozději v roce 2030.

### Rekonstrukce úseku Trnava – Rudíkov
V roce 2018 bylo oznámeno, že oprava úseku Oslavička - Rudíkov by mohla proběhnout mezi lety 2019 a 2020, oprava úseku Trnava - Rudíkov by mohla pak proběhnout v roce 2020. Silnice v okolí Rudíkova by měla být také rekonstruována v roce 2020. V únoru roku 2020 bylo oznámeno, že rekonstrukce bude zahájena dne 1. dubna 2020, při rekonstrukci v roce 2020 by měl být zbořen a nahrazen most přes železniční trať, most je sice v dobrém stavu, ale kapacitně nevyhovuje rekonstruované silnici. Silnice by měla také být rozšířena na 9,5 metru a mělo by tak být nutné pokácet asi 300 stromů a posunout boží muka nedaleko obce. K tomu ovšem nedošlo a oprava byla odložena, oprava pak byla odložena i v roce 2022. Další termín zahájení rekonstrukce byl v roce 2023.
První přípravná fáze rekonstrukce byla zahájena na konci roku 2023. Rekonstrukce však proběhla na dvě etapy mezi dubnem a listopadem roku 2024.

### Obchvat Moravských Budějovic
V plánu do budoucnosti je obchvat Moravských Budějovic, ten už má hotový projekt, ale kdy se bude stavět v roce 2019 není jisté. Plány existují i na obchvat Jaroměřic nad Rokytnou, ale jeho podoba není jasná.

### Seznam prací na silnici II/360
Byl také zveřejněn seznam připravovaných prací na silnici II/360.
- II/360 Třebíč – Střítež (ta proběhla mezi květnem a říjnem 2018)[11] Návazné opravy pak probíhaly i v roce 2019, kdy 2 metry silnice mezi dokončenou opravou z roku 2018 a nově opravovaným úsekem z Výčap do Štěpánovic nejsou opraveny a fungují pouze provizorně. Kraj Vysočina za to byl silně kritizován.[12]
- II/360 Trnava – Rudíkov – rok 2024[13]
- II/360 Střítež – Slavice
- II/360 Slavice – Výčapy[14][5][15] (stavba začala 1. dubna 2020, bylo oznámeno, že dokončena by měla být 31. srpna téhož roku[16], ukončena byla ke konci srpna téhož roku[17])
- II/360 Výčapy – Štěpánovice (2019)[12], oprava byla dokončena v září roku 2019[18]
- II/360 Jaroměřice nad Rokytnou – obchvat
- II/360 Pocoucov (úsek z Pocoucova do Trnavy byl opraven v srpnu roku 2019[19][20])
- II/360 Oslavička – Rudíkov[15] (stavba začala 30. března 2020[16], dokončena byla téhož roku)[21]
- II/360 Rudíkov – Trnava[9] (1. etapa; křižovatka na Nárameč–Rudíkov; duben 2024–konec července 2024,[22][23] 2. etapa; křižovatka na Nárameč–Trnava; srpen 2024–listopad 2024[24])[9]
- V roce 2021 byl rekonstruován most nad železniční tratí na Třebíčské ulici ve Velkém Meziříčí.[25]